# Bermuda
Bermuda (/bərˈmjuːdə/; trong lịch sử được gọi là Bermudas hoặc Quần đảo Somers) là một Lãnh thổ hải ngoại thuộc Anh ở Bắc Đại Tây Dương. Vùng đất gần nhất với quần đảo là bang Bắc Carolina của Mỹ, cách khoảng 1.035 km (643 mi) về phía Tây-Tây Bắc.
Bermuda là một quần đảo bao gồm 181 hòn đảo, mặc dù những hòn đảo quan trọng nhất được nối với nhau bằng cầu và dường như tạo thành một vùng đất rộng lớn thống nhất. Nó có diện tích đất là 54 kilômét vuông (21 dặm vuông Anh). Bermuda có khí hậu cận nhiệt đới với mùa đông ôn hòa và mùa hè ấm áp. Khí hậu ở đây cũng mang những nét đặc trưng của đại dương tương tự như các khu vực ven biển khác ở Bắc bán cầu với không khí ẩm, ấm từ đại dương đảm bảo độ ẩm tương đối cao và nhiệt độ ổn định. Bermuda nằm trong Hẻm Bão và do đó thường có thời tiết khắc nghiệt; tuy nhiên, nó nhận được sự bảo vệ nhất định từ rạn san hô và vị trí của nó ở phía Bắc vành đai, điều này hạn chế hướng và mức độ nghiêm trọng của các cơn bão đang đến gần.
Bermuda được đặt theo tên của nhà thám hiểm người Tây Ban Nha Juan de Bermúdez, người đã phát hiện ra quần đảo này vào năm 1505. Quần đảo đã có người ở thường xuyên kể từ năm 1612 khi một khu định cư của người Anh được thành lập tại St. George's. Là một phần của Châu Mỹ thuộc Anh, Bermuda được Công ty Somers Isles cai trị theo hiến chương hoàng gia cho đến năm 1684, khi nó trở thành thuộc địa vương thất. Những nô lệ châu Phi đầu tiên được đưa đến Bermuda vào năm 1616, nhưng nền kinh tế đồn điền không phát triển và việc buôn bán nô lệ phần lớn đã chấm dứt vào cuối thế kỷ XVII. Thay vào đó, nền kinh tế tập trung vào hàng hải, với thuộc địa đóng vai trò là căn cứ cho các thương nhân, tư nhân và Hải quân Hoàng gia Anh, đặt tên cho giàn khoan Bermuda và tàu buồm Bermuda. Nó trở thành một pháo đài của đế quốc, căn cứ hải quân và quân sự quan trọng nhất của Anh ở Tây bán cầu với nguồn ngân sách khổng lồ được đầu tư vào Xưởng hải quân Hoàng gia và các hệ thống phòng thủ quân sự. Du lịch đã đóng góp đáng kể cho nền kinh tế Bermuda kể từ thế kỷ XIX và sau Thế chiến thứ hai, lãnh thổ này trở thành trung tâm tài chính nước ngoài và thiên đường thuế nổi bật.
Được chia thành 9 giáo xứ, Bermuda là một nền dân chủ nghị viện tự quản với một quốc hội lưỡng viện nằm ở thủ đô Hamilton. Hạ viện Bermuda được thành lập từ năm 1620, khiến nó trở thành một trong những cơ quan lập pháp lâu đời nhất thế giới. Thủ tướng là người đứng đầu chính phủ và được chính thức bổ nhiệm bởi Thống đốc, người được chính phủ Anh đề cử làm đại diện của Nhà vua tại Bermuda. Vương quốc Liên hiệp Anh và Bắc Ireland chịu trách nhiệm về ngoại giao và quốc phòng. Một cuộc trưng cầu dân ý về độc lập được tổ chức vào năm 1995, với đa số phiếu chống độc lập. Tính đến năm 2019, Bermuda có dân số khoảng 64.000 người, trở thành nơi đông dân thứ hai trong Lãnh thổ hải ngoại thuộc Anh. Người Bermuda da đen, chủ yếu có nguồn gốc từ nô lệ châu Phi, chiếm khoảng 50% dân số, trong khi người Bermuda da trắng, chủ yếu là người gốc Anh, Ireland và Bồ Đào Nha, chiếm 30% dân số. Có những nhóm nhỏ hơn từ các chủng tộc khác hoặc được xác định là chủng tộc hỗn hợp và khoảng 30% dân số không phải là người Bermuda khi sinh ra. Bermuda có một phương ngữ tiếng Anh riêng biệt và có lịch sử quan hệ chặt chẽ với các quốc gia nói tiếng Anh khác ở châu Mỹ, bao gồm Hoa Kỳ, Canada và Thịnh vượng chung Caribe. Đây là thành viên liên kết của Cộng đồng Caribe.

### Khám phá

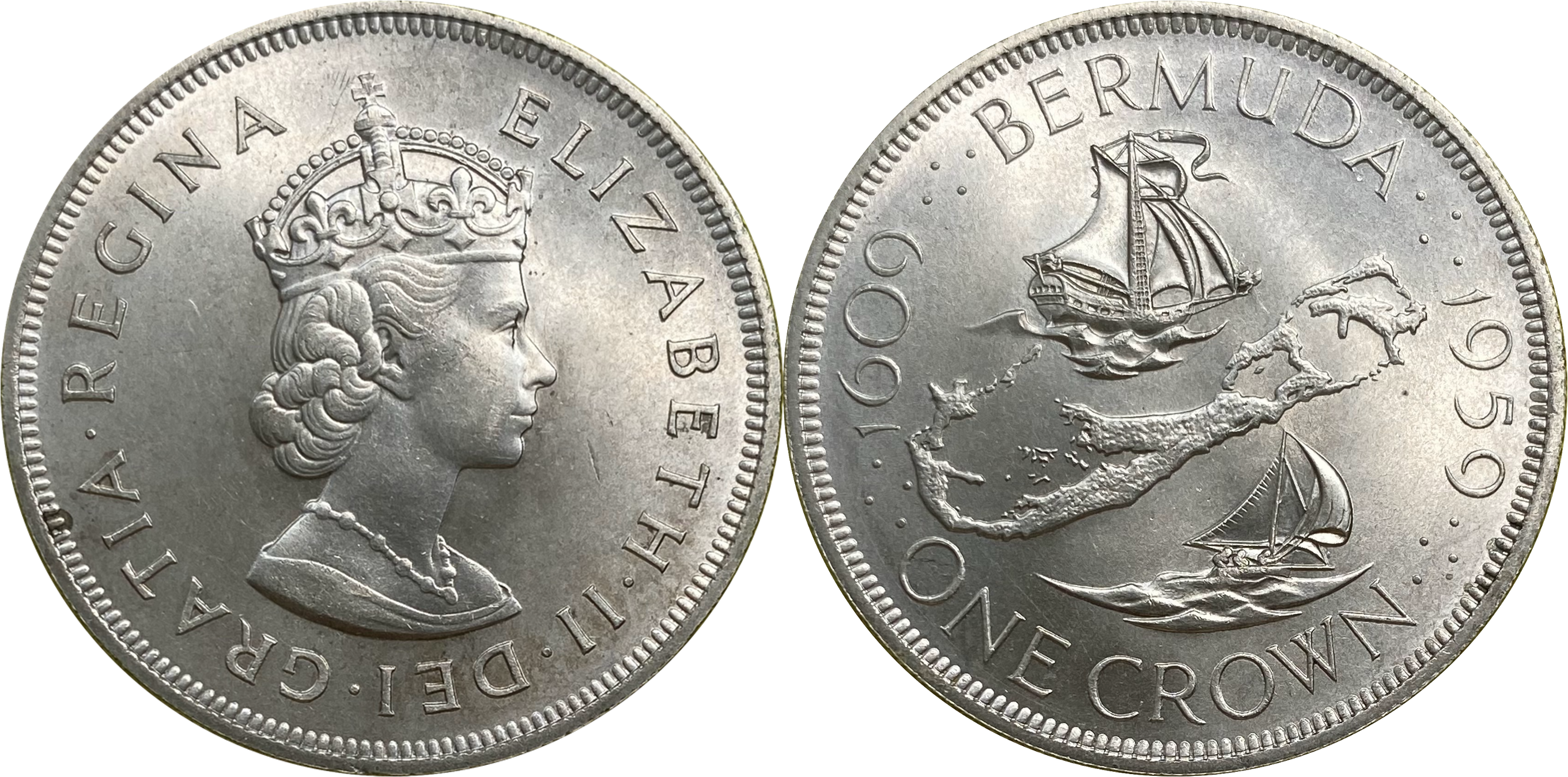
Xu bạc 1 Crown Kỷ niệm 350 năm thành lập thuộc địa Bermuda

### Quá trình định cư của người Anh

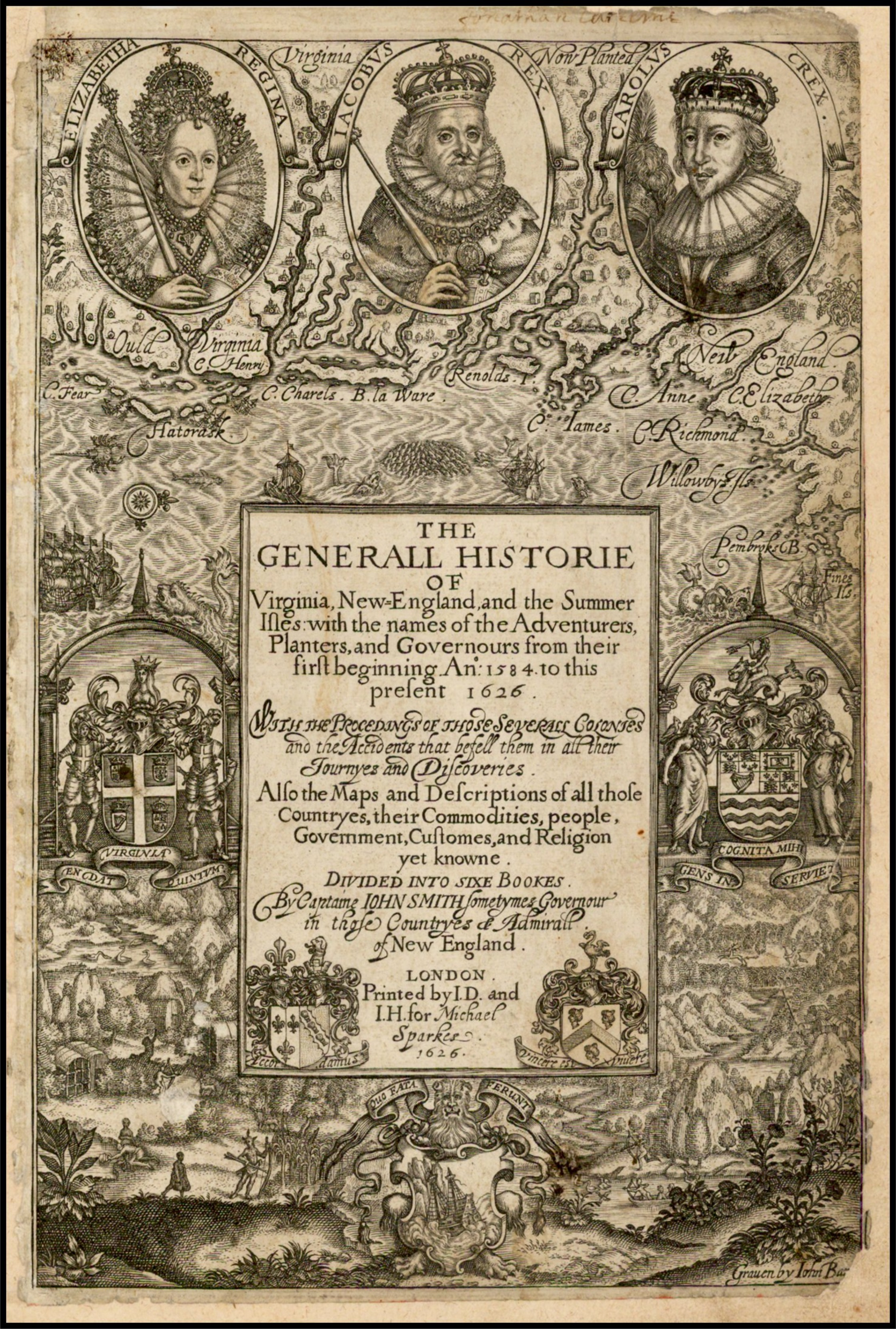
John Smith đã viết một trong những lịch sử của Bermuda đầu tiên vào năm 1624 (kết hợp với Virginia và New England).

### Nội chiến

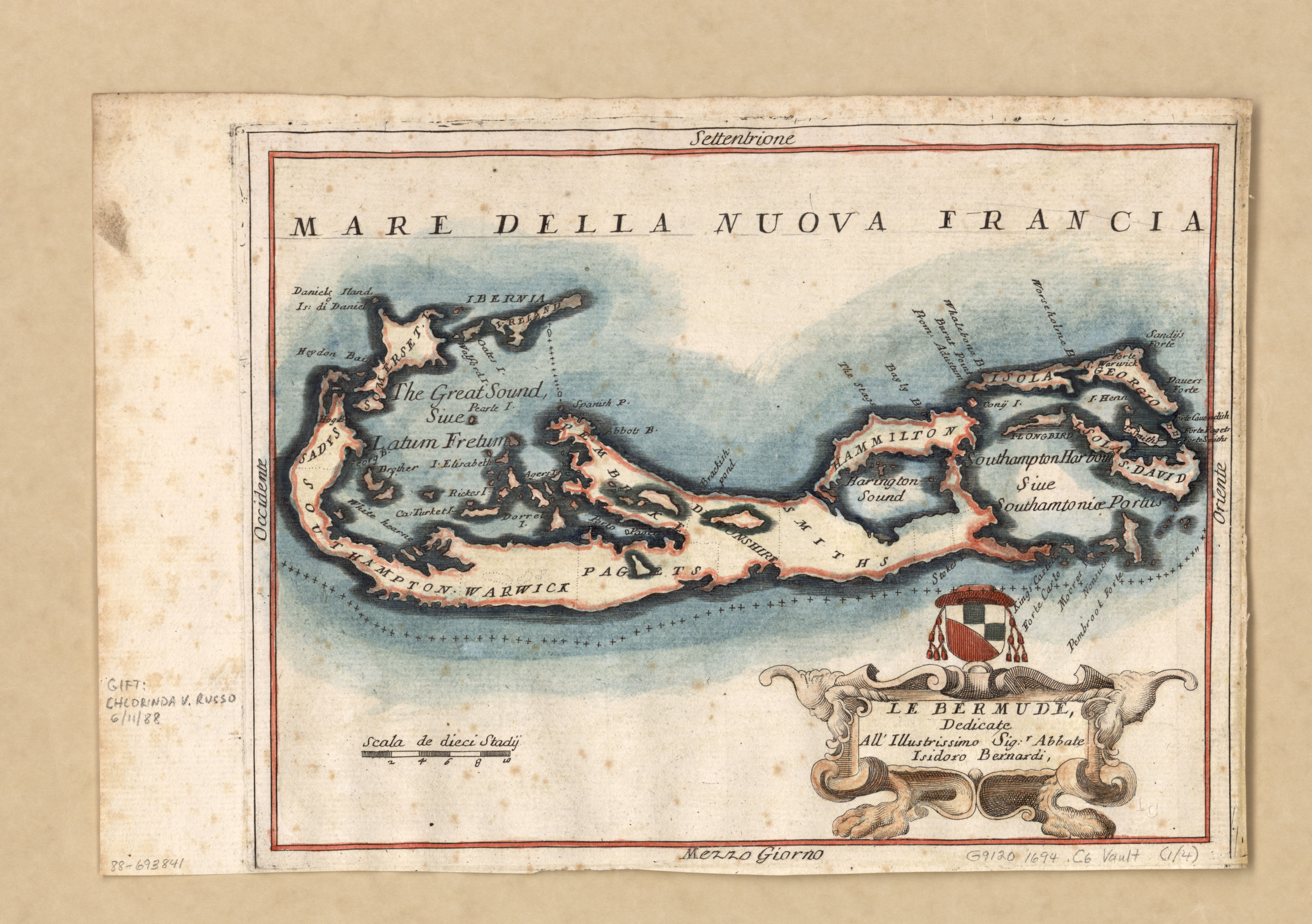
Bản đồ Bermuda của Vincenzo Coronelli, ngày 1 tháng 1 năm 1692

### Sau thể kỷ XVII

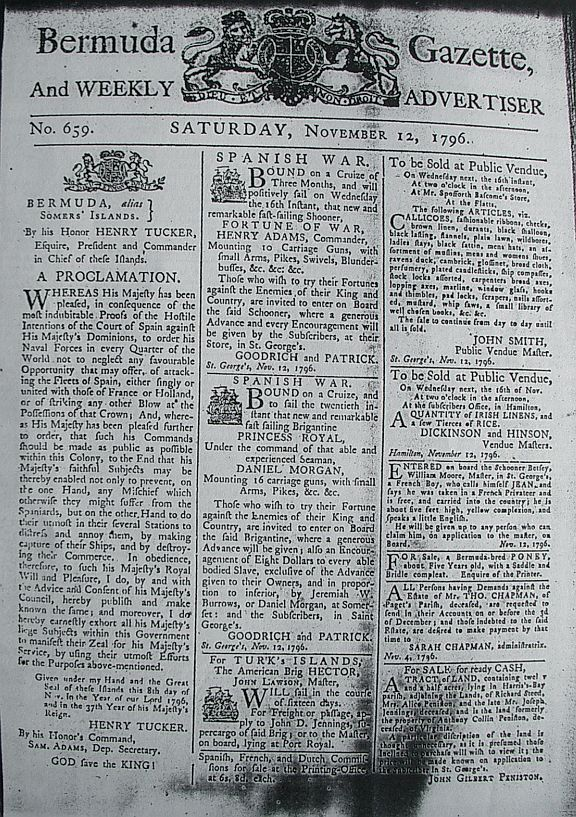
Bermuda Gazette ngày 12 tháng 11 năm 1796, kêu gọi privateer chống lại Tây Ban Nha và các đồng minh của nước này; nó có quảng cáo tuyển thủy thủ đoàn cho hai tàu tư nhân.

### Chiến tranh giành độc lập Hoa Kỳ

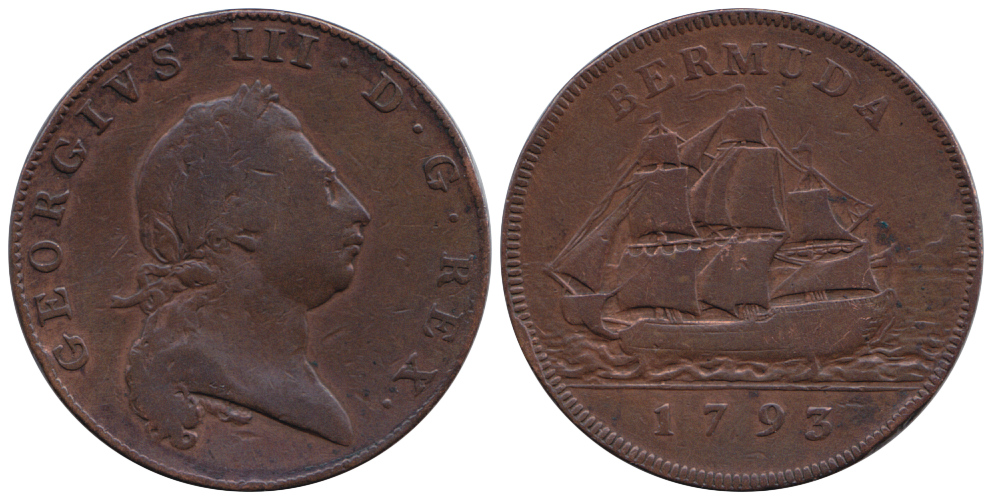
Đồng xu 1 penny từ năm 1793.

### Thế kỷ XIX

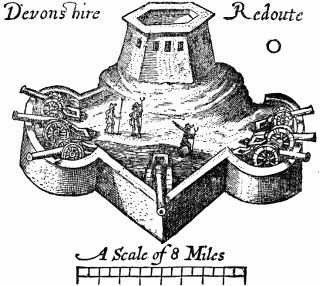
Một ảnh minh họa về Devonshire Redoubt, Bermuda, 1614

### Thể kỷ XX và XXI

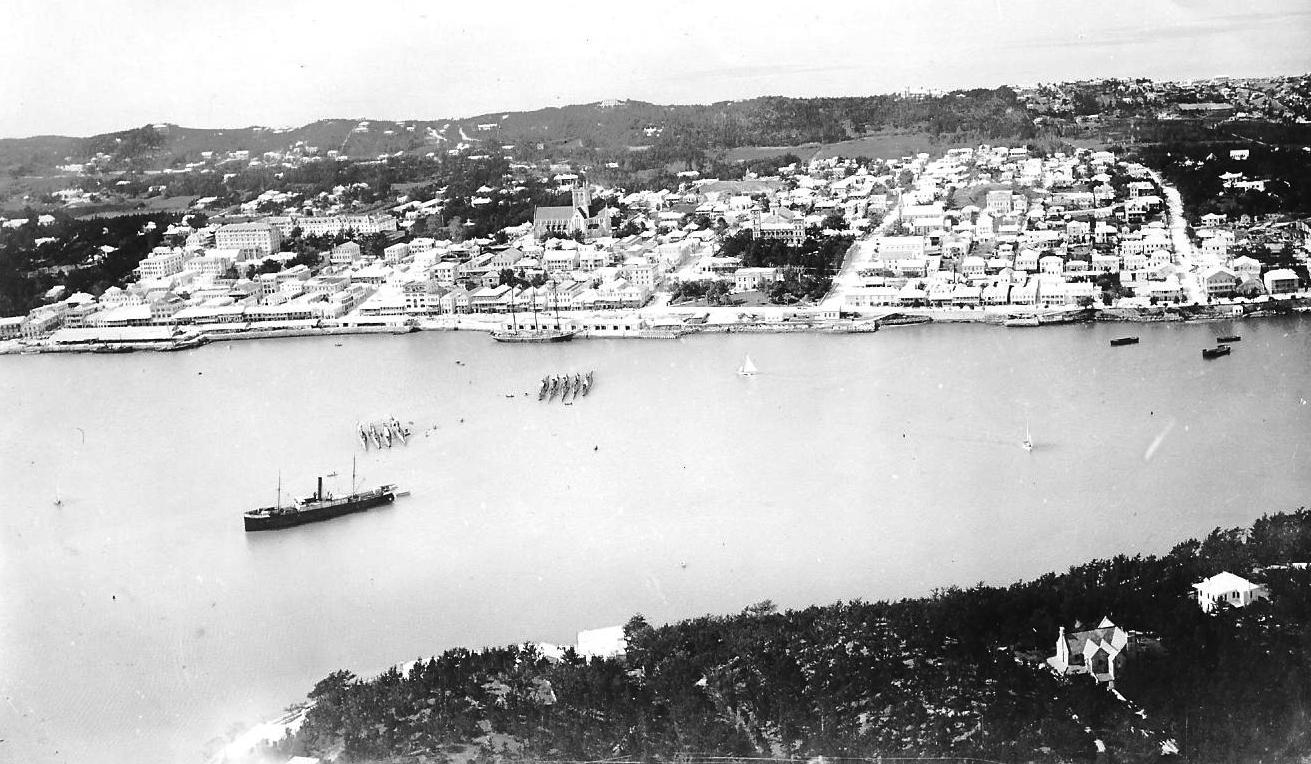
Cảng Hamilton vào giữa những năm 1920

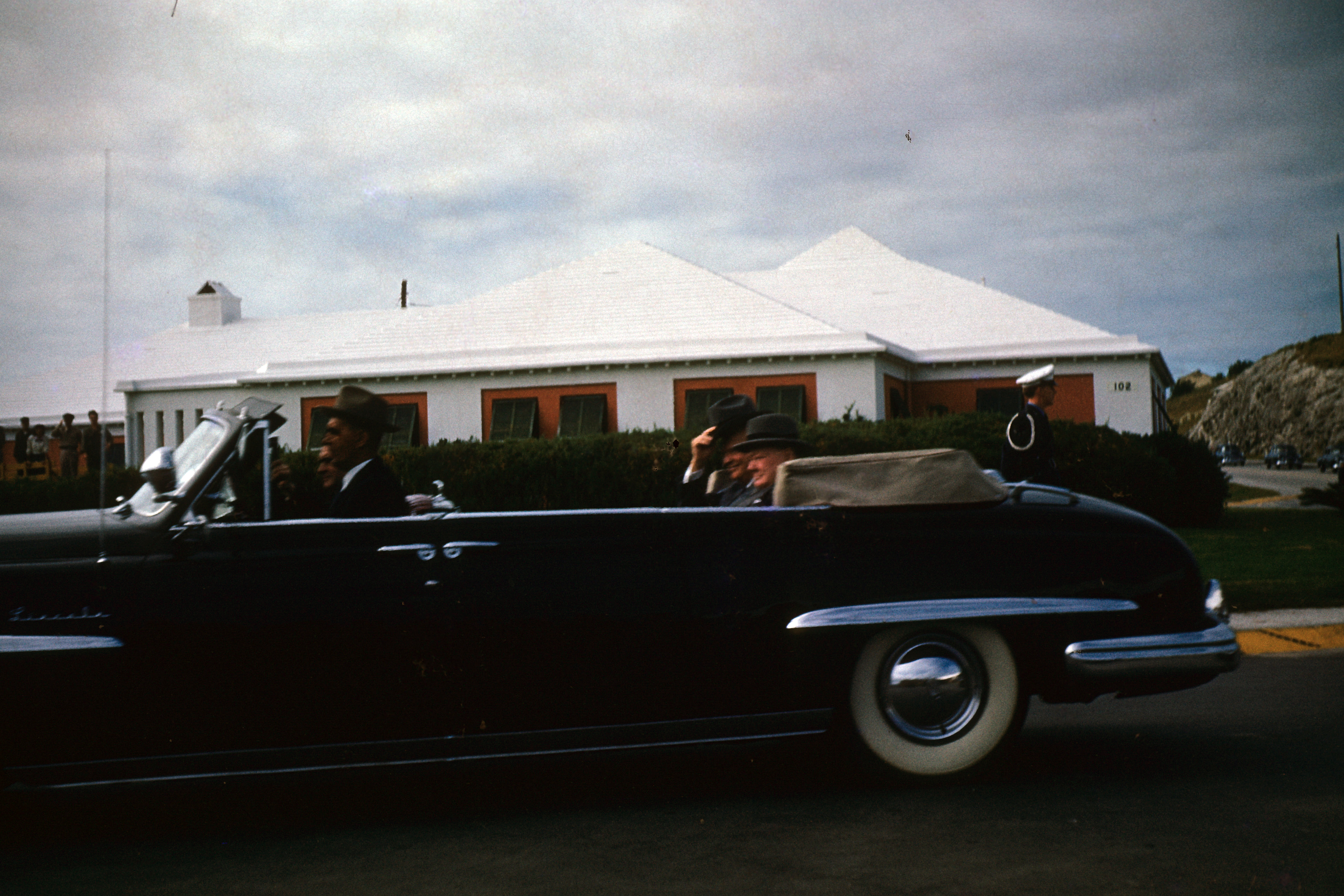
Winston Churchill tổ chức Hội nghị thượng đỉnh ba cường quốc vào năm 1953.

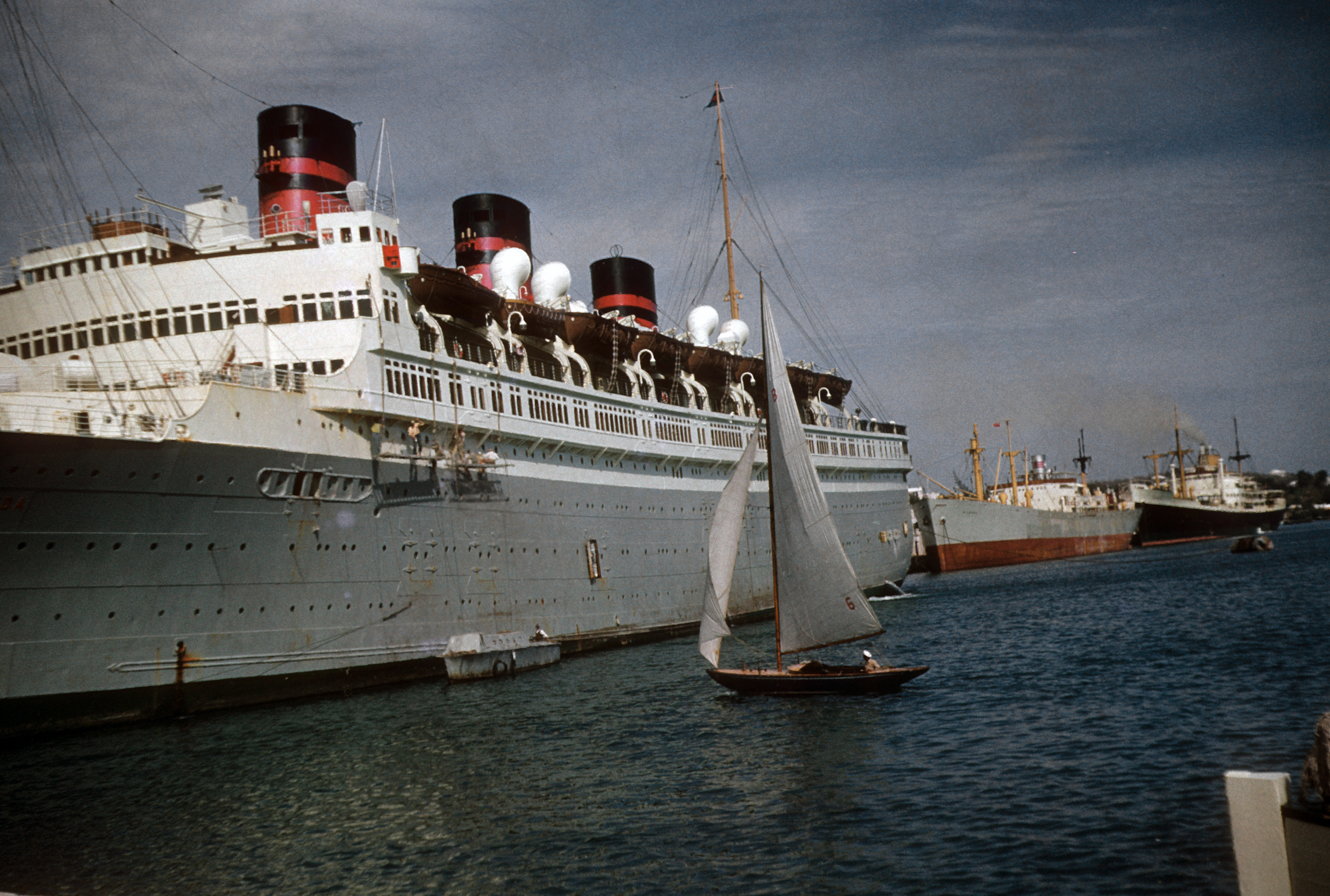
ở Cảng Hamilton, c. Tháng 12 1952 / Tháng 1 1953

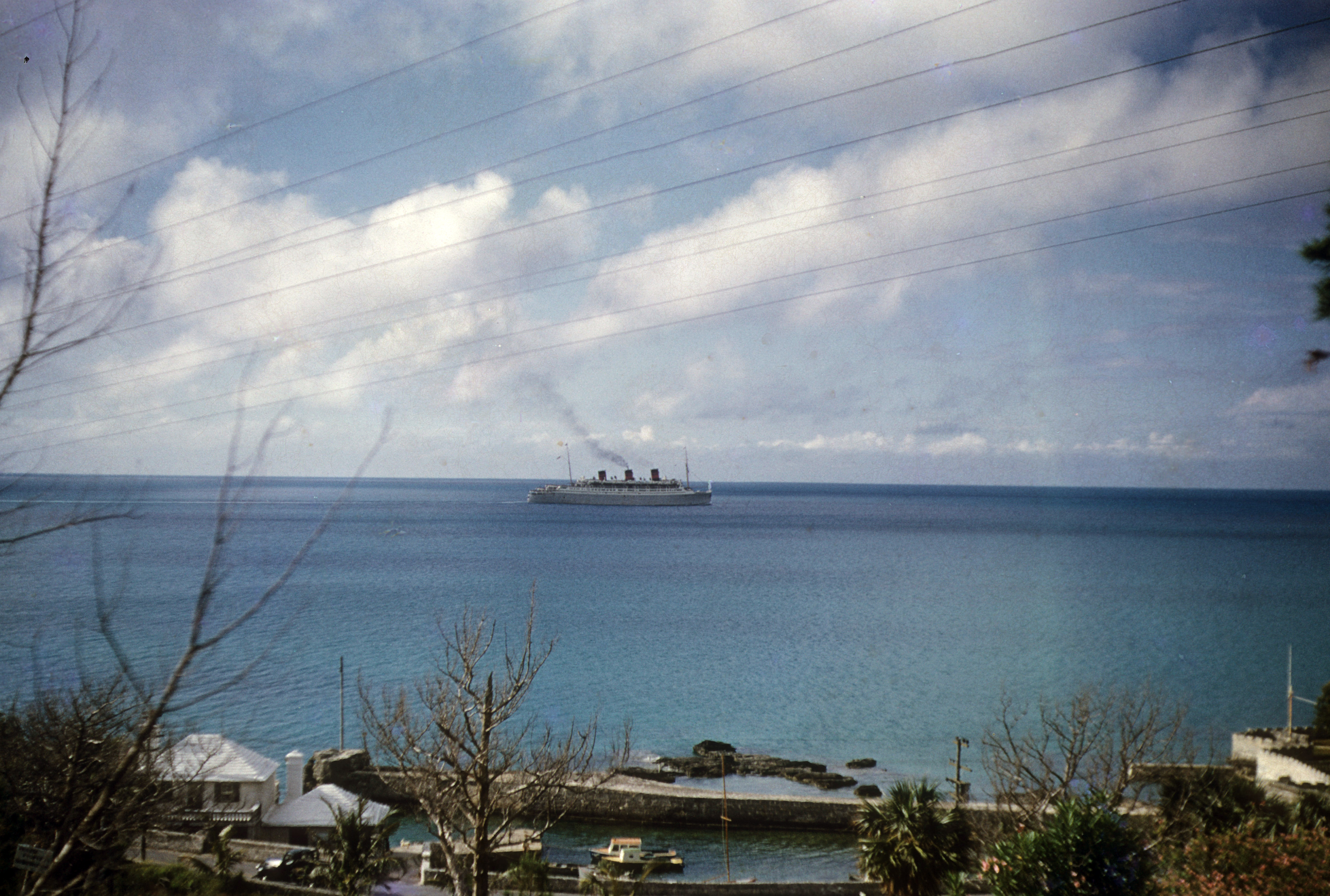
Tàu S.S. Nữ hoàng Bermuda rời đảo vào tháng 12 1952~tháng 1 1953. Bến tàu Devonshire ở phía trước.

## Địa lý

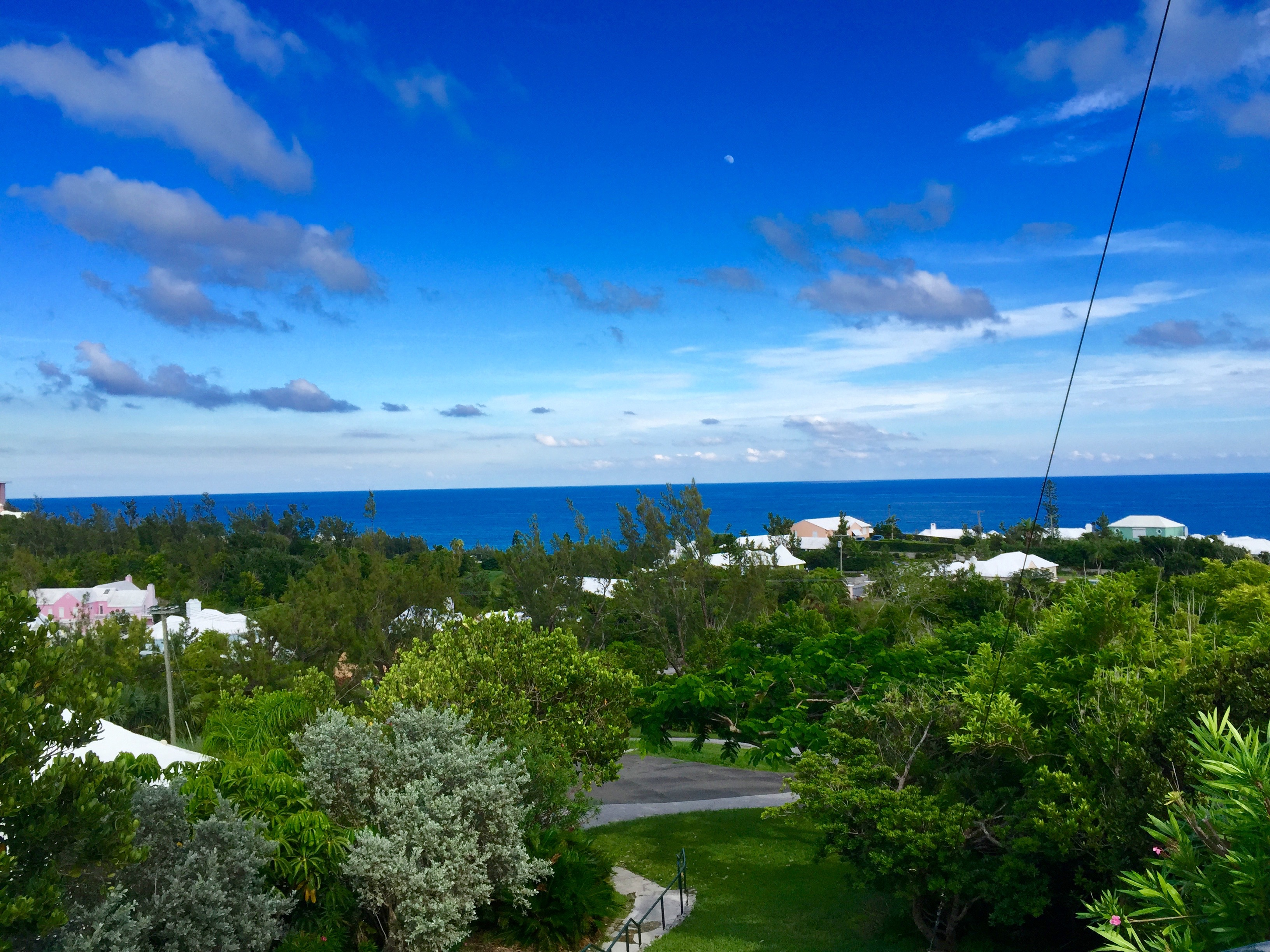
Quang cảnh Bermuda từ Hải đăng Gibbs Hill vào tháng 7 2015

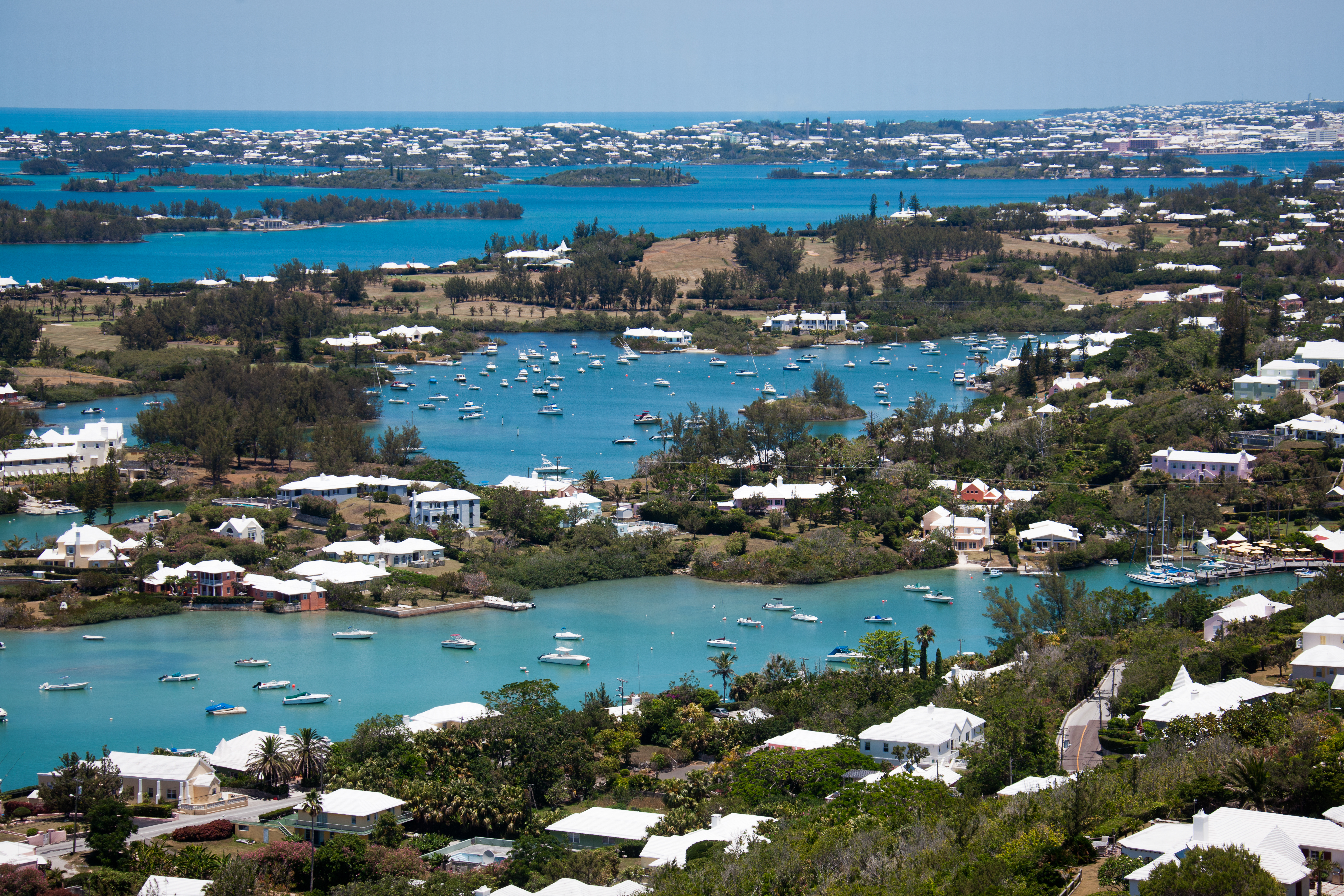
Nhìn từ đỉnh ngọn hải đăng Gibb's Hill

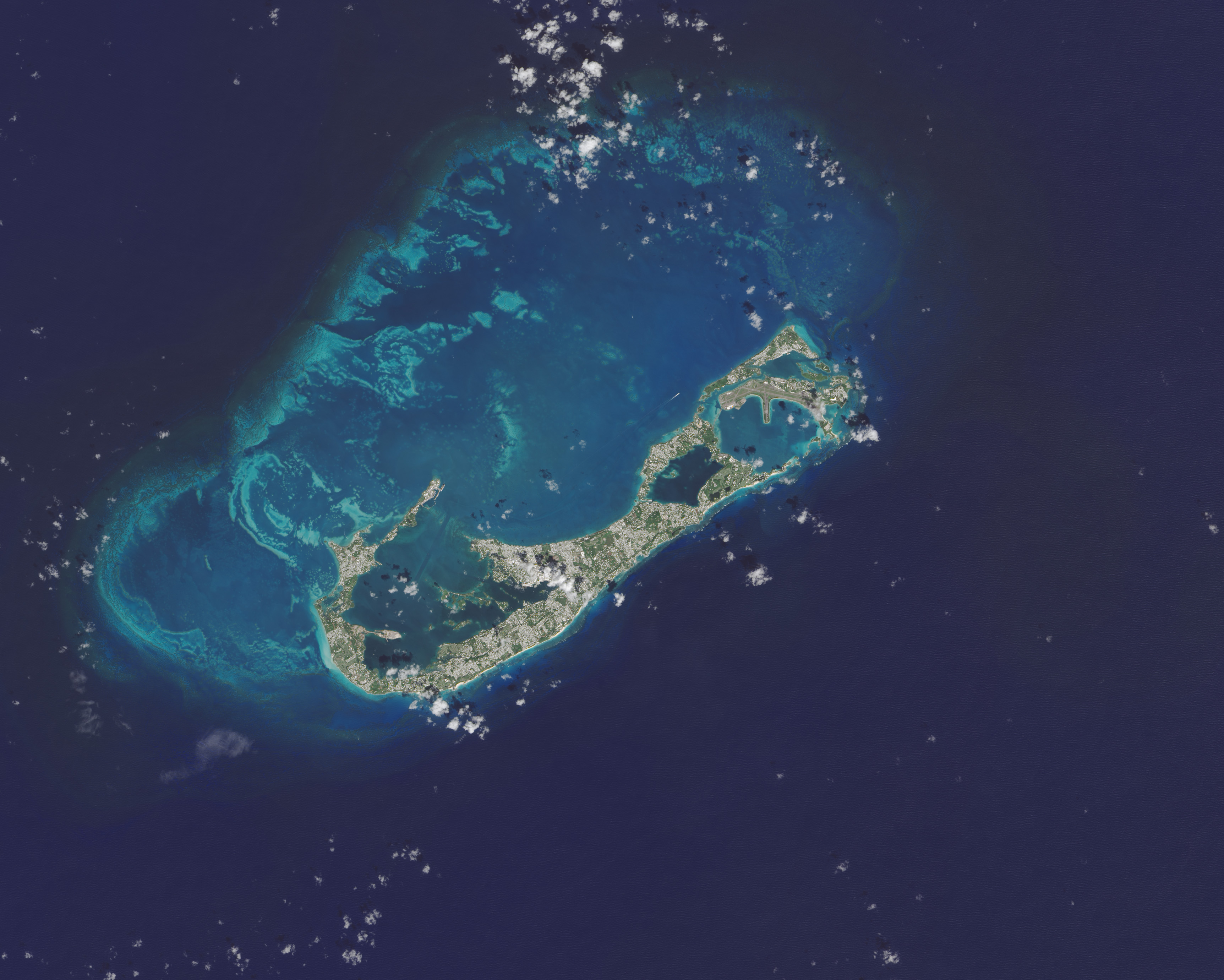
Ảnh vệ tinh Landsat

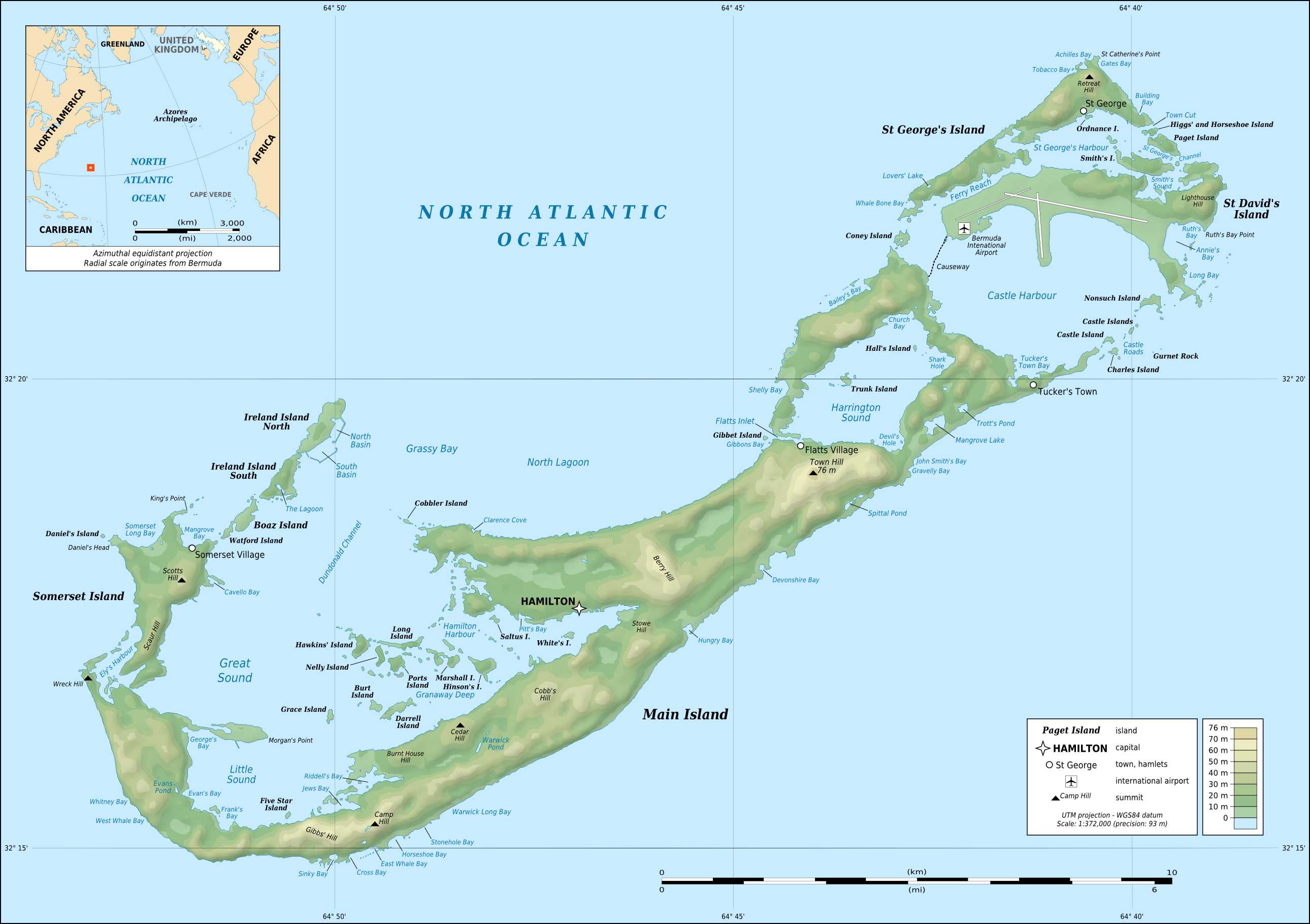
Bản đồ địa hình của Bermuda

### Địa chất

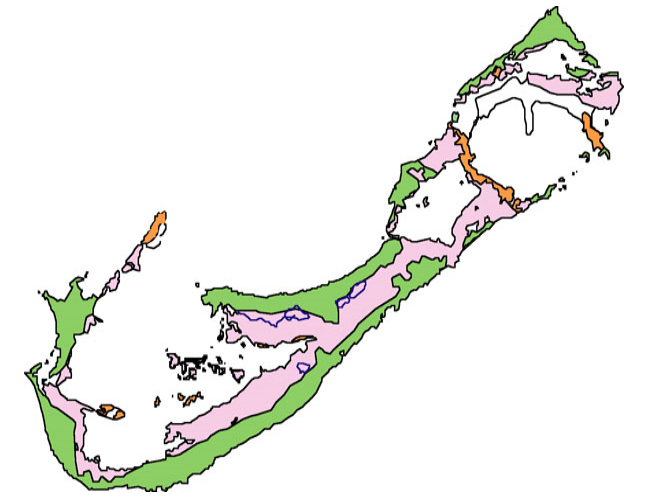
Bản đồ địa chất Bermuda của NOAA Ocean Explorer, trong đó màu đỏ biểu thị Thành hệ Walsingham, màu tím biểu thị Thành hệ Town Hill và Belmont, màu xanh lá cây biểu thị Thành hệ Rocky Bay và Southampton, và màu trắng biểu thị cho sân bay

### Khí hậu

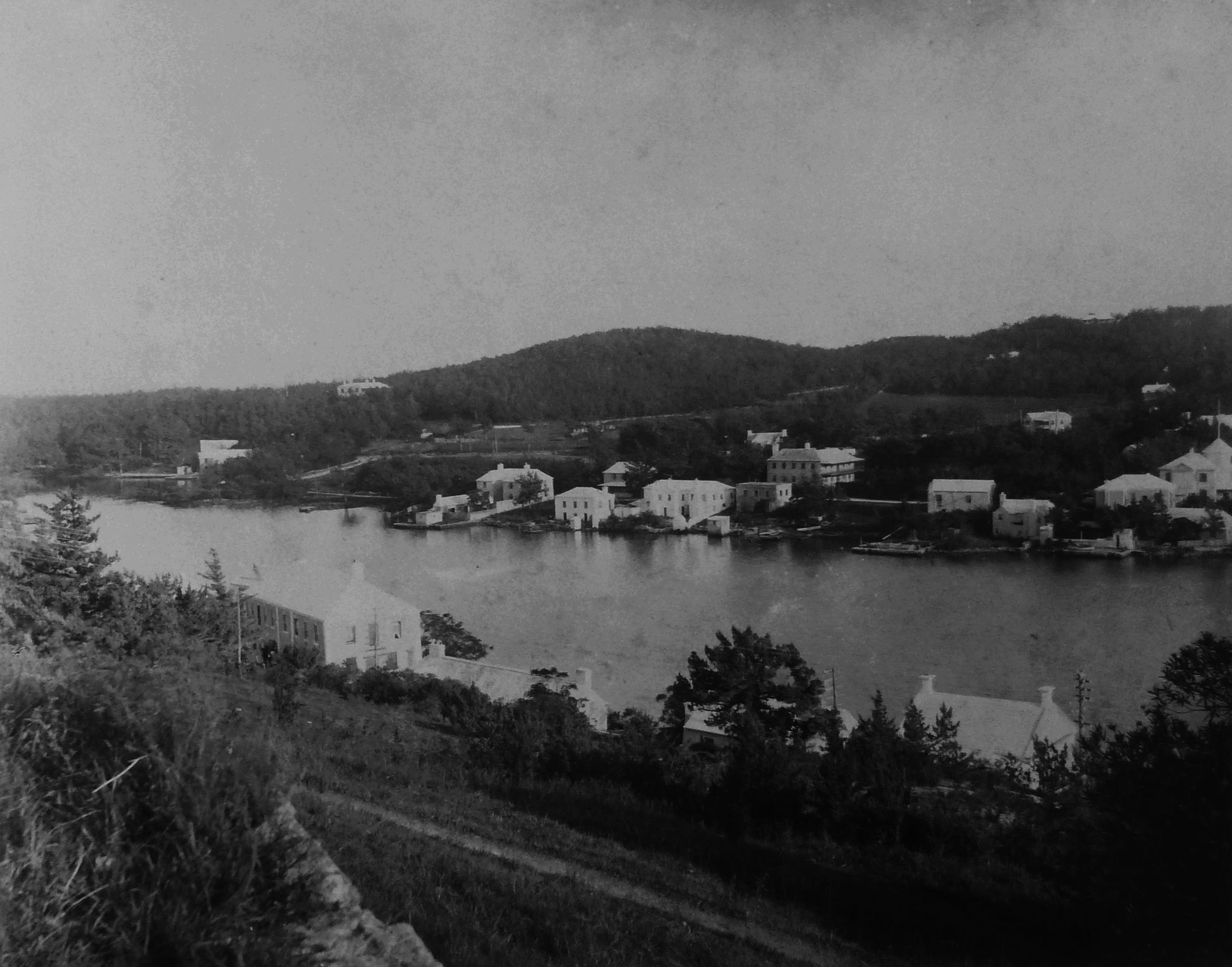
Khung cảnh năm 1904 nhìn qua Cảng Hamilton từ Pháo đài Hamilton với những ngọn đồi phủ tuyết tùng ở Giáo xứ Paget
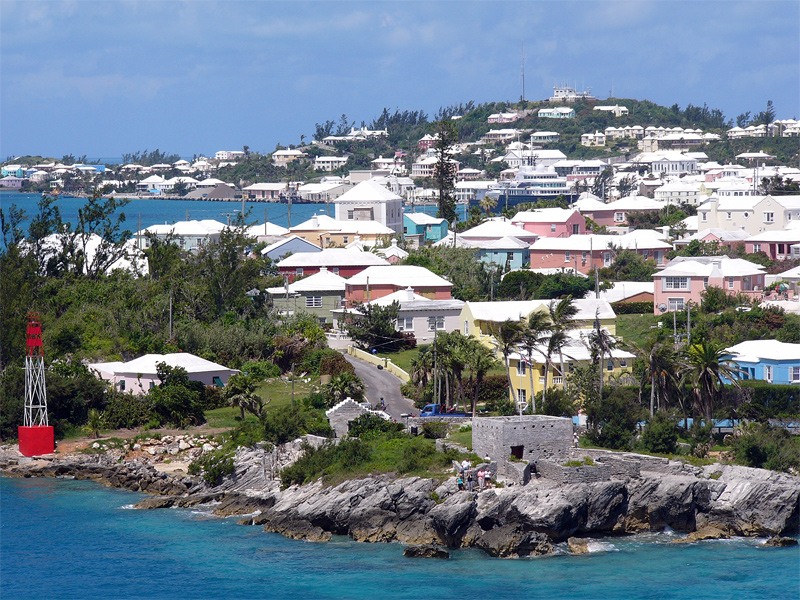
Khu dân cư ngoại ô gần St. George's Garrison, với "Town Cut Battery" hoặc "Gate's Fort" trên bờ Town Cut, và St. George's Town và bến cảng ở phía sau

### Hệ thực vật và động vật

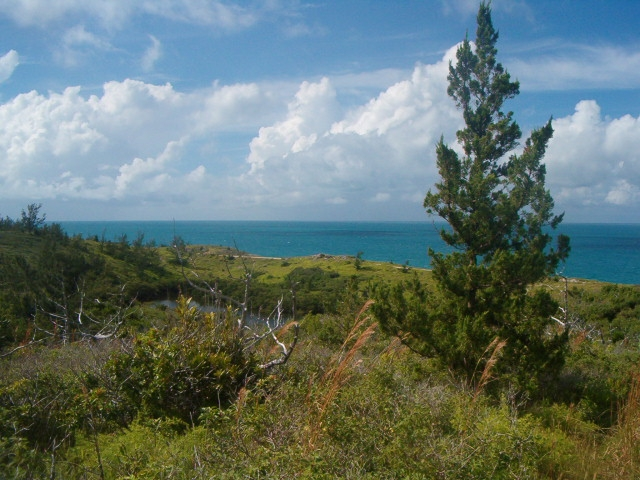
Cây tuyết tùng Bermuda non tại Ferry Reach

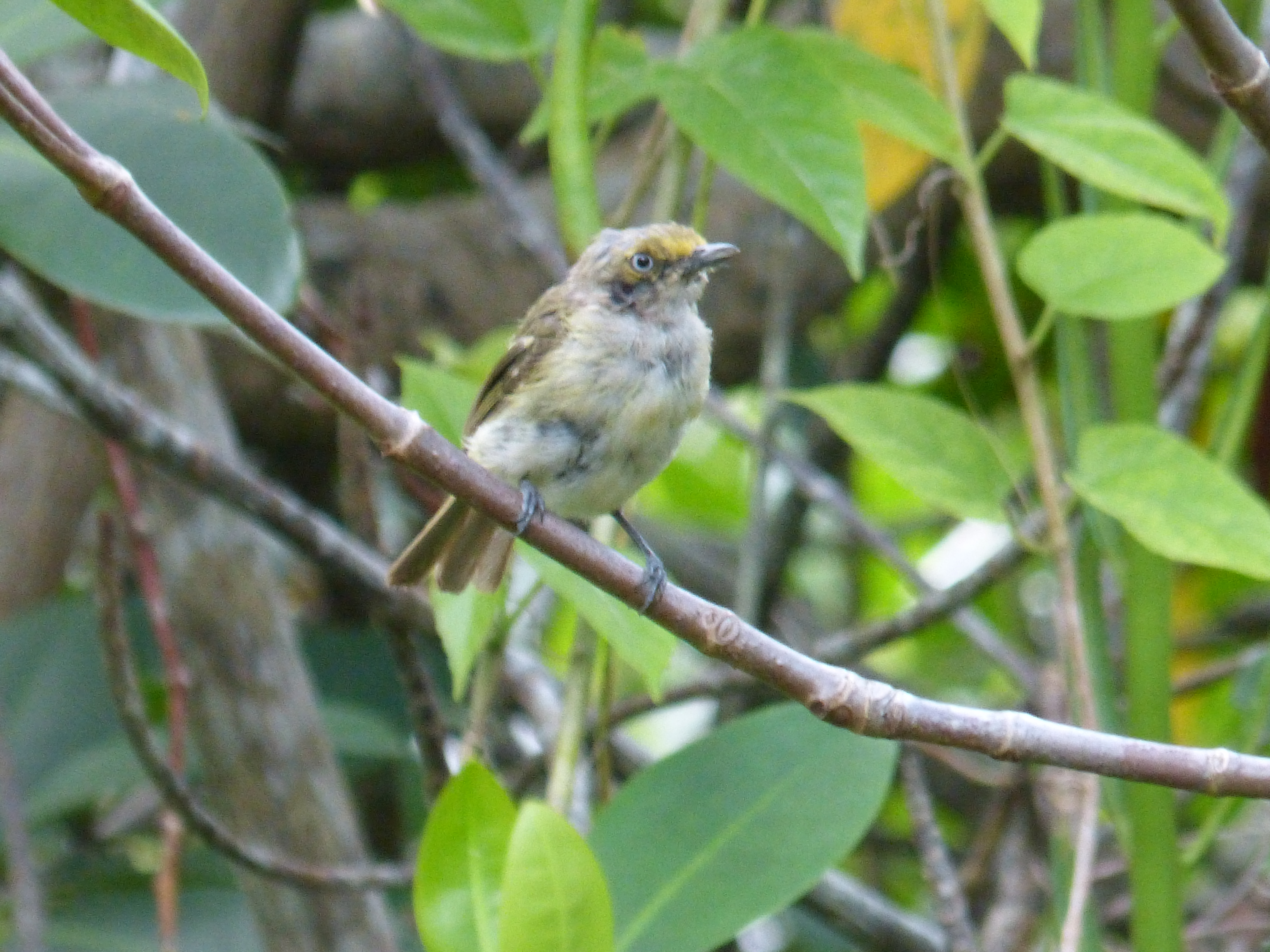
Vireo mắt trắng (Vireo griseus bemudianus)

## Nhân chủng học

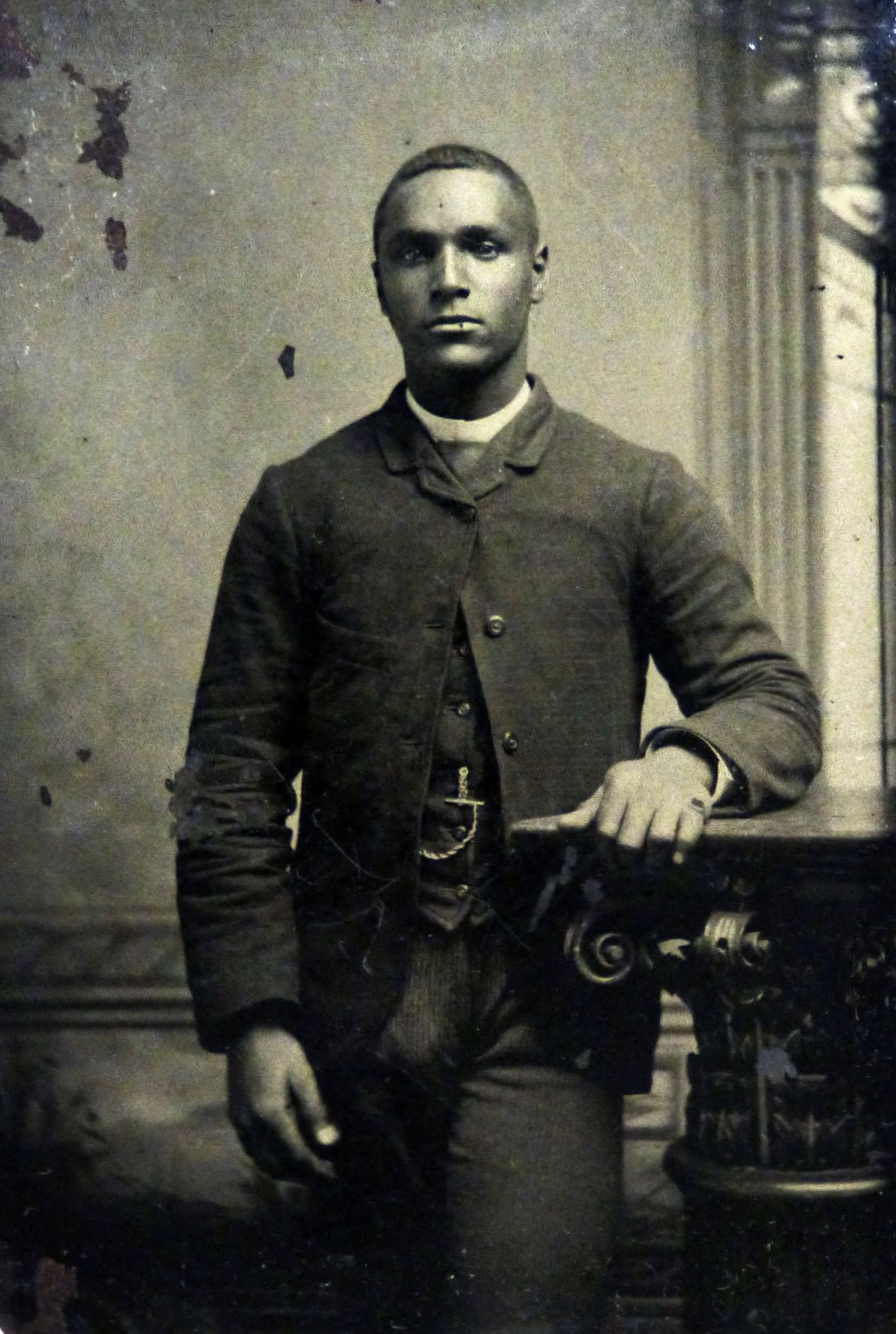
Chàng trai trẻ người Bermuda ở thế kỷ XIX

## Chính trị

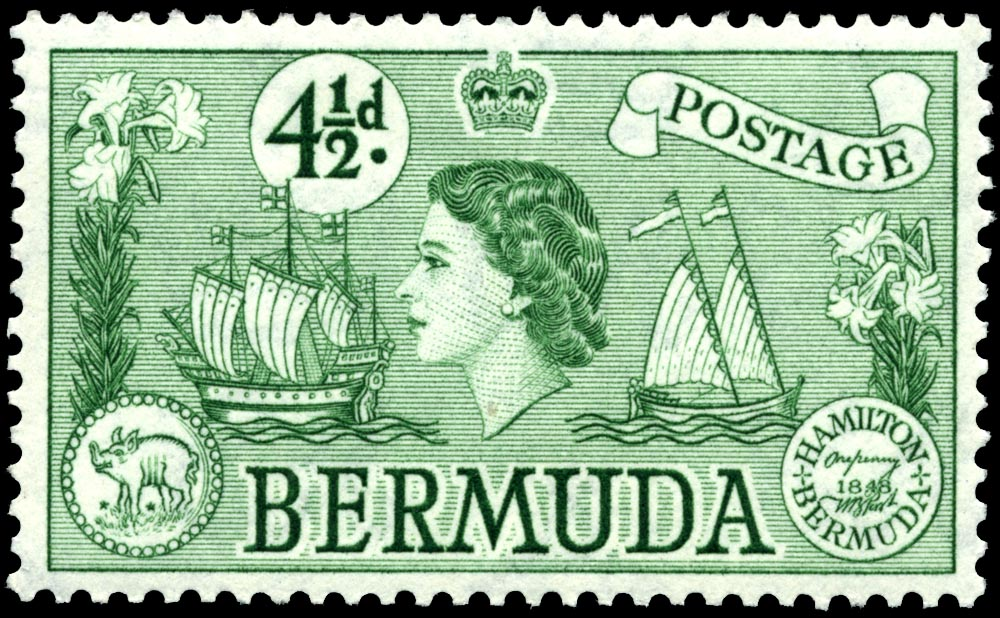
Nữ hoàng Elizabeth II trên con tem Bermuda năm 1953

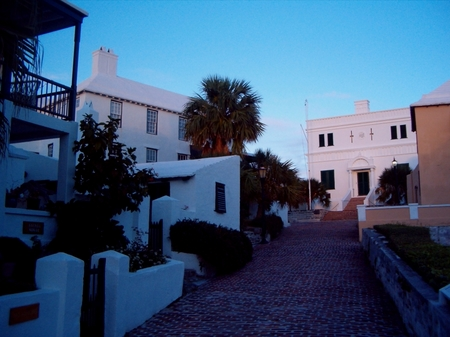
State House ở St. George's, trụ sở của nghị viện của Bermuda từ năm 1620 đến 1815

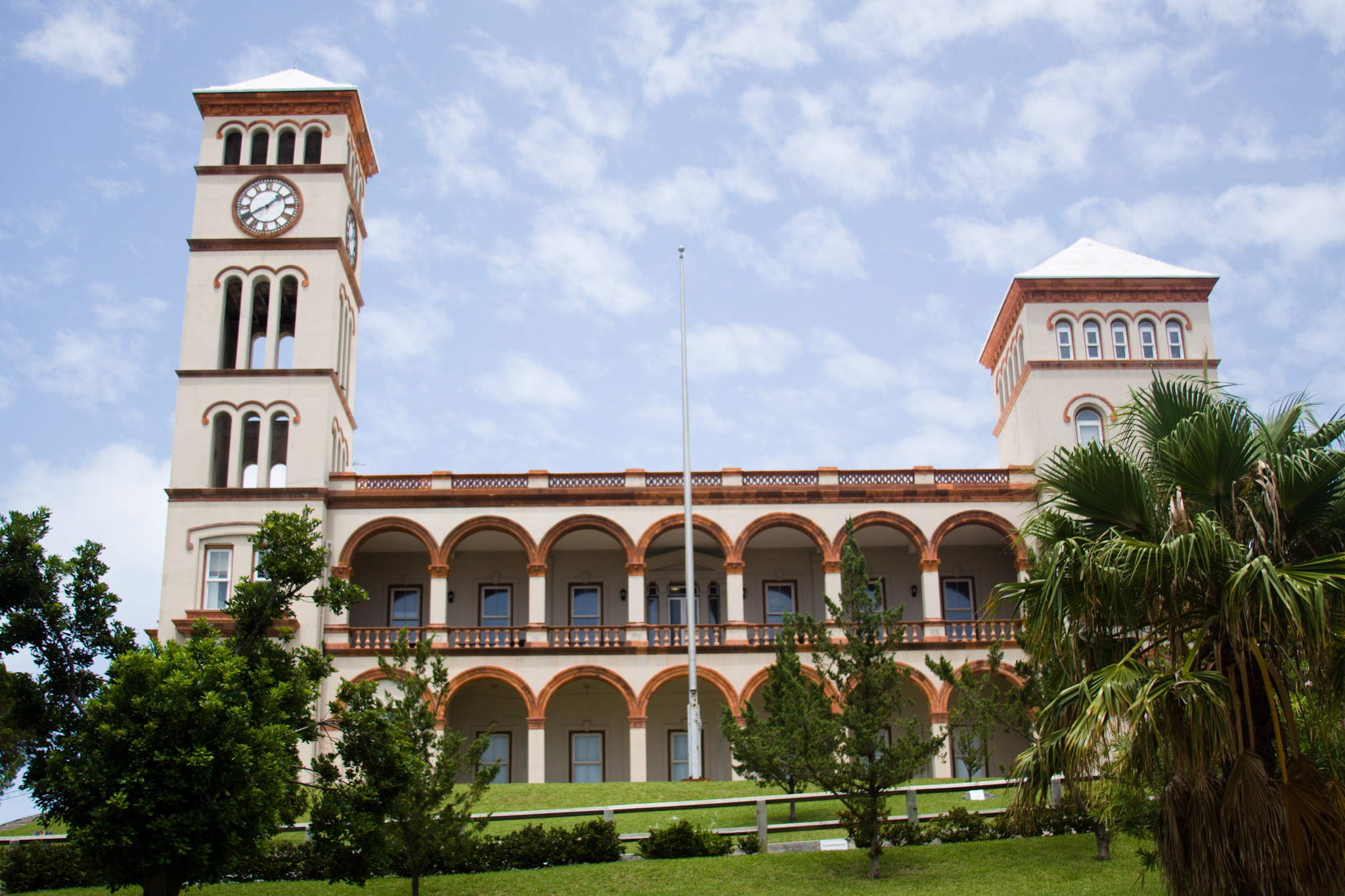
Tòa nhà hội họp ở Hamilton, trụ sở hiện tại của Hạ viện và Tòa án tối cao

### Đơn vị hành chính

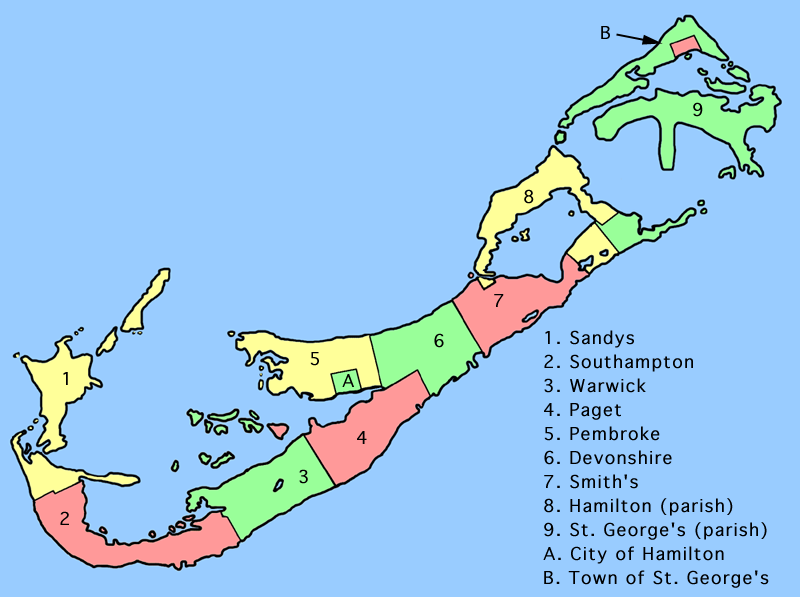
Các giáo xứ của Bermuda

### Quốc phòng

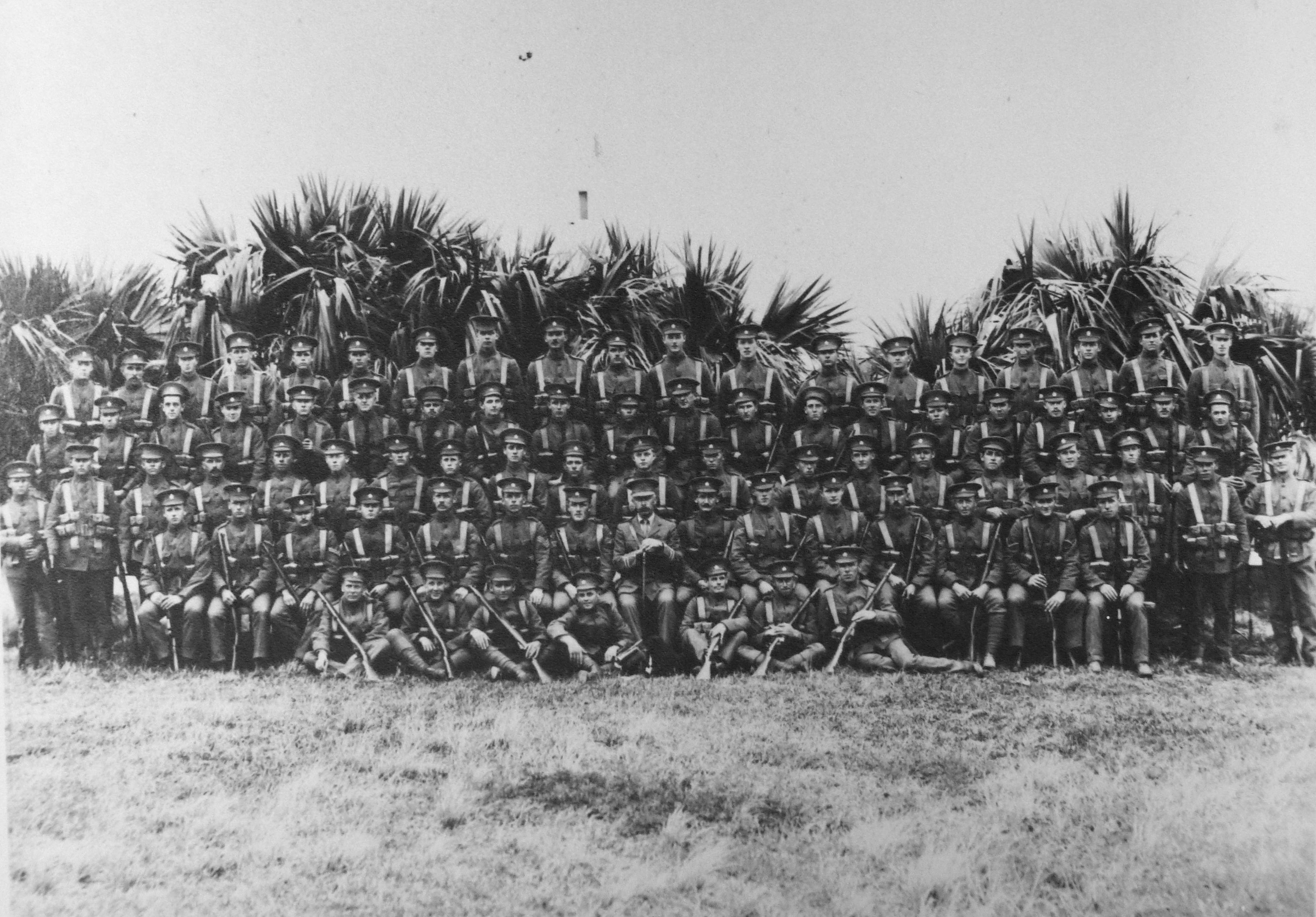
Quân đoàn súng trường tình nguyện Bermuda đầu tiên, được thành lập vào năm 1914. Khi chiến tranh kết thúc, hai đội quân BVRC đã mất hơn 75% sức mạnh tổng hợp của họ.

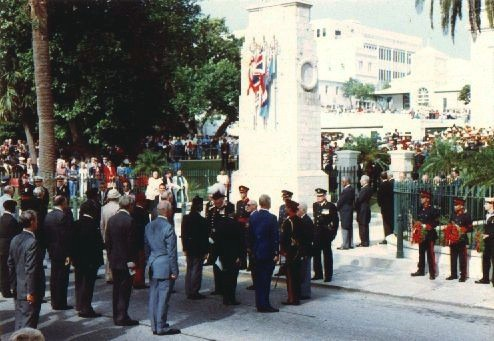
Cuộc diễu hành Ngày tưởng niệm ở Hamilton, Bermuda